# Clinobehoite
La clinobehoite è un minerale.